# クリコフ (小惑星)
クリコフ (1774 Kulikov) は小惑星帯にある小惑星。タマラ・スミルノワがクリミア天体物理天文台で発見した。
ロシア人天文学者のドミトリー・クリコフに因んで名付けられた。